# Wólka Wielka (Białoruś)
Wólka Wielka (biał. Вялікая Вулька; ros. Большая Вулька) – wieś na Białorusi, w obwodzie brzeskim, w rejonie pińskim, w sielsowiecie Mołotkowicze.
W pobliżu znajduje się Jezioro Bohatyrewka.

## Historia
W dwudziestoleciu międzywojennym leżała w Polsce, w województwie poleskim, w powiecie pińskim, w gminie Chojno. Po II wojnie światowej w granicach Związku Sowieckiego. Od 1991 w niepodległej Białorusi.